# 上領亘
上領 亘（かみりょう わたる、1964年9月3日 - ）は、日本のミュージシャン、音楽プロデューサー、ドラマー。東京都出身。ニュー・ウェイヴバンドグラスバレーよりメジャーデビュー後、SOFT BALLET、平沢進ソロのサポートドラマーに参加。1994年に平沢が率いた改訂期P-MODELに加入。現在はテクノ・ニューウェイヴ民謡ユニットNeoBalladとしても活動している。

## 経歴
- 1985年 - CBSソニーオーディションによりプロデビュー。グラスバレー結成。
- 1987年 - グラスバレーのドラマーとしてメジャーデビュー。
- 1990年 - グラスバレー脱退。その後SOFT BALLETのサポートドラマーとして参加。
- 1991年 - 平沢進のサポートドラマーとして参加。
- 1993年 - LOST OF WORK。
- 1994年 - P-MODEL加入。
- 1996年 - 初のソロアルバム「鴉」を発表。同時期に吉川晃司のレコーディングにも参加。
- 1997年 - P-MODEL脱退。セカンドアルバム「鴉II～ night pass ～」を発表。
- 1998年 - サードアルバム「鴉III ～flow～」を発表。
- 2000年 - ashbury。
- 2001年 - CROW結成。
- 2012年 - NeoBallad始動。（Vocal:若狭さち、Drums&Producing:上領亘）
- 2017年 - 平沢進のライブ「第9曼荼羅」のドラマーとして参加。
- 2021年 - 平沢進がギターゲストとして参加した、NeoBalladの5thアルバム「『05』-zerogo-」を発表[1]。

その他様々なミュージシャンとのセッション、サポートを行い、ν［NEU］のプロデュースも務めている。

## 作品

### アルバム
- GRASS VALLEY - GRASS VALLEY（1987年4月22日）　※アナログ盤あり
- GRASS VALLEY - MOON VOICE（1987年9月21日）　※アナログ盤あり
- GRASS VALLEY - STYLE（1988年7月1日）　※アナログ盤あり
- GRASS VALLEY - LOGOS〜行〜（1989年6月1日）
- GRASS VALLEY - 瓦礫の街〜SEEK FOR LOVE（1990年5月21日）
- SOFT BALLET - 愛と平和（1991年5月21日）
- P-MODEL - 舟（1995年12月9日）
- 吉川晃司 - BEAT∞SPEED（1996年10月16日）
- 上領亘 - 鴉(からす)（1996年10月19日）
- 上領亘 - 鴉II～night pass～（1997年8月21日）
- 上領亘 - 鴉III～flow～（1998年7月1日）
- KYO - ZOO（1998年11月18日）
- KYO - Happy??Junky!!（1999年11月26日）
- Ester Rina エスター・リナ　- エンダイヴ(27 Jan 2000)
- TAIZO-ZERO MHz - another world（2001年1月17日）
- KYO - SUPER CREEPS（2001年5月23日）
- ことぶき光 - mosaic via post（2002年6月1日）
- るり - 浪漫ノイローゼ（2003年7月2日）
- MAG-NET - MAG-NET (2004年2月)
- 河村隆一 - VANILLA（2004年4月7日）
- CROW - Hajimari～始～（2005年2月2日）
- G-Brain - 攻殻機動隊 STAND ALONE COMPLEX-狩人の領域-PROTOTYPE SOUND PACKAGE(THE LINK)（2005年10月5日）
- 拓希 - Beautiful（2006年11月15日）
- NeoBallad - 01(ゼロイチ) (2013年03月08日)
- NeoBallad - 02 〜黄金の里〜 (ゼロニ コガネノサト) (2013年11月8日)
- NeoBallad - 03 〜縁〜 (ゼロサン エニシ) (2014年8月8日)
- cali≠gari - 12(2015年3月11日)
- NeoBallad - 04～寿～（ZeroYon～Kotobuki～)(2016年8月3日)
- cali≠gari - 14(2018年12月19日)
- cali≠gari - 14-グラフ盤-(2019年1月14日)
- NeoBallad -  05（Zerogo）(2021年3月29日)

### その他のアルバム
- SOFT BALLET - 3 (drai)（1990年11月28日）
- SOFT BALLET - Reiz (raits) -Live at NHK Hall-（1992年8月21日）
- 平沢進 - テクノ実験工房　第15回（1994年10月14日放送）
- P-MODEL - Corrective Errors〜remix of 舟（1995年9月30日）
- 吉川晃司 - GOLDEN YEARS VOL.III（1996年03月20日）
- 上領亘 - Thank you for your love（1998年12月17日）
- 上領亘 - The flow of air（1999年2月22日）
- 吉川晃司 - GOLDEN YEARS VOL.IV（1999年02月24日）
- CROW - Sorround Space Perception（2002年1月8日）
- CROW - Sorround Space Perception Vol.2（2002年4月14日）
- P-MODEL - 太陽系亞種音（2002年5月10日）
- CROW - Posession-Obsession（2002年9月29日）
- CROW - PHASE-TWO（2003年6月29日）
- CROW - CHAOTIC LINE（2003年9月3日）
- F.B.I. Label（2006年06月07日）
- トーキョーエレポップコレクションVOL.00（2008年7月4日）
- NeoBallad - Distribution Ver.a（2012年4月7日）
- おんまちベストコレクション2「カラフル・かわさき♪」（2016年1月1日）
- KAO=S - Album Out Takes(2018年3月21日)
- cali≠gari - 4(反転表記) (2018年4月25日)
- cali≠gari - 0（2019年1月14日）

### マキシ/シングル
- ASSOCIATED JAPANESE INDEPENDENTS vol.5 - Morning Whisper/Hide Away にわとり（Summer,1986）
- SOFT BALLET - EGO DANCE（1991年4月）
- SOFT BALLET - FINAL - 7inch mix（1991年7月）
- Kei-Tee+LOVE DYNAMIGHTS - WILDルビイ（1994年10月21日）
- 吉川晃司 - SPEED（1996年9月30日）
- P-MODEL - >>>Unfix One>>> *Rocket Shoot*（1996年10月19日）
- 上領亘 - Artemis（1998年4月21日）
- kyo - SWEET（2000年11月15日）
- 河村隆一 - SPOON/Missing you（2004年3月3日）
- 盗賊 - 現（2005年3月16日）
- キテる！BAND - FROM1st（2008年7月2日）
- NeoBallad - 01〜東北編〜（2013年2月17日）
- NeoBallad - 川崎おどり（2013年4月21日）
- NeoBallad - 下津井節（2013年10月14日）
- NeoBallad - 会津磐梯山（マンボVer)（2013年10月19日）
- NeoBallad - ちゃっきり節/農兵節(ノーエ節)（2018年3月30日）
- 上領亘 - 鶴 2018/NIGHT PASS 2018（2018年9月23日）
- 上領亘 - Prayer（2019年5月27日）

### ビデオ
- SOFT BALLET - TOUR 1991 SPECIAL VERSION 5.16 有明コロシアム (1991年9月21日）
- SOFT BALLET - Reiz [raits] ～SOFT BALLET LIVE～ (1992年6月）
- 吉川晃司 - CONCERT TOUR 1994 My Dear Cloudy Heart（1994年09月26日）
- 平沢進 - making of tokyo paranesian（1994年10月）
- 平沢進 - 平沢三幕三時間 HIRASAWA error ENGINE 下（1994年11月）
- P-MODEL - ENDING ERROR（VHS版：1996年1月 DVD版：2009年9月15日)
- 吉川晃司 - LIVE GOLDEN YEARS EXPANDED 0015 GIGANTIC 2DAYS LIVE Vol.2（1998年06月10日）
- BRAIN DRIVE LIVE928（1999.9.28 shinjyuku LIQUID ROOM）
- T.M.Revolution - 0001（VHS/DVD版：2001年9月19日）
- ことぶき光 - extra vergine clip（2003年8月5日）
- 河村隆一 - evergreen anniversary edition（2007年12月5日）
- NeoBallad - vol.00（2012年9月2日）
- NeoBallad - 天地人神心 vol.01 (2013年6月21日)
- 天地人神心～糸の奏～（2015年9月21日）
- 平沢進 - 第９曼荼羅（2021年3月）